# أملج أليف الجبال
أملج أليف الجبال (الاسم العلمي:Phyllanthus oreophilus) هو نوع من النباتات يتبع جنس الأملج من الفصيلة الأملجية.